# Jean Raoul Anyia
Jean Raoul Anyia, né le 24 août 1993 à Yaoundé (Cameroun), est entrepreneur, homme d'affaires, cofondateur de Hope Music Publishing qu'il dirige.

## Biographie

### Éducation et Début
Jean Raoul a grandi dans les villes des régions du Nord, du Littoral et du Centre du Cameroun. Il y fait ses études secondaires et universitaires. Il est titulaire d'une licence en biochimie. Il a par la suite une passion pour les réseaux sociaux et internet. Cette passion le conduit vers le community management, où il commence l'entrepreneuriat.

### Carrière
Jean Raoul est un entrepreneur autodidacte qui commence son aventure de community manager en indépendant pour des artistes camerounais et les restaurants de fast-foods. Expert en communication digitale, il commente la communication présidentielle de 2018. Ensuite,  il intègre le label Hope Music Group (producteur de Michael Kiessou, Yvich, Kayla lys & Faabi) en tant que community manager. Puis en 2017,  il devient responsable du département commercial de Hope Management & Consulting. En parallèle, il devient catalogue manager à Hope Music Group et responsable du easy hits recordz qui compte des artistes Dancehall, Rap & Hip Hop tels Kôba Building, Zyon Stylei, Vicky, Fanicko, Leo NG, MHL, Rodikx, SeouddrumS, Ghix, Lecram et Mr Sat-Bi. 
Il se consacre à l'entreprise Hope Music Publishing cofondée en mai 2020 spécialisée dans le Publishing. Également avec cette structure qu'il dirige, il participe à la signature du label Dynastie d'Amenem à Universal Music Africa,,.
Il est Responsable de projets numériques chez Philjohn Technologies.
En 2021, il anime une session des masterclass de la première édition de La semaine du cinéma à Yaoundé.

### Investissement communautaire
- Mouvement Tous bâtisseurs (let’s clean our town) depuis 2019[10]
- Remise de don à l'orphelinat "Les amis de Jésus"[11]

## Distinctions
- Nomination à la nuit du Web : Meilleur Community Manager de l'année, en 2017[11].